# NGC 7633
NGC 7633 (другие обозначения — PGC 71274, ESO 77-15) — галактика в созвездии Индеец.
Этот объект входит в число перечисленных в оригинальной редакции «Нового общего каталога».